# Новый Ультрамен
«Новый Ультрамен» (яп. シン・ウルトラマン Син Урутораман) — японский художественный фильм 2022 года, рассказывающий о супергерое Ультрамене, 37-я картина из франшизы «Ультрамен». Главные роли в нём сыграли Такуми Саито, Масами Нагасава, Хидэтоси Нисидзима.

## Сюжет
Главный герой фильма — супергерой с планеты М-78, поборник справедливости, который защищает людей от опасных чудовищ. Инопланетянин по имени Зараб пытается дискредитировать Ультрамена, но терпит неудачу. Главный герой в очередной раз побеждает всех своих врагов.

## В ролях
- Такуми Саито — Ультрамен
- Масами Нагасава — Хироко Асами
- Хидэтоси Нисидзима — Кимио Тамура
- Акари Хаями — Юми Фунабери
- Кодзи Ямамото
- Тэцуси Танака — Тацухико Мунаката
- Кюсаку Симада
- Соко Вада
- Рё Ивамацу — Хадзиме Комуро
- Даики Ариока — Акихиса Таки

## Создание и оценки
Фильм сняли создатели «Евангелиона» Хидэаки Анно (продюсер и автор сценария) и Синдзи Хигути (режиссёр). Первый набросок сценария был написан к февралю 2019 года, но после этого реализацию проекта отложили на год из-за занятости Анно. Официально «Новый Ультрамен» был анонсирован 1 июля 2019 года. Главные роли получили Масами Нагасава, Хидэтоси Нисидзима и Такуми Сайто, за продюсирование взялись компании Toho Pictures и Cine Bazar. К сентябрю того же года был полностью сформирован актёрский коллектив. Съёмки закончились до 23 ноября 2019 года.
29 января 2021 года вышел трейлер картины. Релиз был намечен на начало лета 2021 года, но его перенесли на 13 мая 2022 года, а в США, Великобритании и Канаде «Новый Ультрамен» вышел в прокат в январе 2023.
«Новый Ультрамен» получил в основном положительные отзывы критиков со всего мира. Онлайн-журнал FILMAGA поставил его на четвертое место среди всех японских фильмов, демонстрировавшихся в Японии на тот момент. Агрегатор отзывов Filmarks присвоил ему рейтинг 3,81 из 5, Rotten Tomatoes — рейтинг 94 % и среднюю оценку 7,6 из 10. На сайте Metacritic картина получила 84 балла из 100, что указывает на «всеобщее признание».
Критики признали амбициозность фильма, высоко оценили режиссуру, персонажей, монтаж, операторскую работу, визуальные эффекты, музыкальное сопровождение и сюжет. Рецензенты Unseen Japan и Screen Anarchy сочли обаятельных героев одной из причин того, что фильм в целом понравился зрителям. Обозреватель Deccan Herald посчитал, что «темп, похожий на скоростной поезд», мешает очеловечиванию Ультрамена.